# Episodi di Celebrity Deathmatch (quarta stagione)
La quarta stagione della serie animata Celebrity Deathmatch, composta da 19 episodi, è stata trasmessa negli Stati Uniti, da MTV, dal 22 luglio 2001 al 6 giugno 2002.
In Italia è stata trasmessa dal 2002 su MTV.
| nº | Titolo                                  | Scontri |
| -- | --------------------------------------- | --- |
| 1  | Where is Bob Costas?                    | Lil' Kim vs. Little Richard, Helen Hunt vs. Leelee Sobieski, George Clooney vs. Mark Wahlberg                                          |
| 2  | Slaughter and the City                  | Steve Irwin vs. Medusa, Drew Carey vs. Ray Romano, Kim Cattral vs. Cynthia Nixon vs. Kristin Davis vs. Sarah Jessica Parker            |
| 3  | A Celebrity Deathmatch Special Report   | Katie Holmes vs. Keri Russell, Johnny Gomez e Nick Diamond vs. Sam Donaldson, Claire Danes vs. Whoopi Goldberg                         |
| 4  | Blink 182 vs. 98 Degrees                | I 98 Degrees vs. I Blink 182, poi Jessica Simpson vs. winner                                                                           |
| 5  | Food Fights                             | Jonathan Davis vs. Meat Loaf, Colonnello Sanders vs. Dave Thomas Michail Caine vs. Kevin Spacey                                        |
| 6  | Where Is Albert Einstein's Brain?       | Albert Einstein vs. Chyna, Eddie Vedder vs. Scott Stapp, David Blaine vs. David Copperfield                                            |
| 7  | Debbie is Pregnant                      | Corey Feldman vs. Corey Haim, Lisa Ling vs. Lucy Liu, Kobe Bryant vs. Shaquille O'Neal                                                 |
| 8  | Gottfried in Arena                      | Frankie Muniz vs. Robert Iler, J. K. Rowling vs. Stephen King, Naomi Campbell vs. Rebecca Romijn-Stamos                                |
| 9  | Battle of the Superfreaks               | Tutti i freaks della stagione precedente                                                                                               |
| 10 | Clash of the Trashy Titans              | Chuck Berry vs. James Brown, George Michael vs. Paul Reubens, Halle Berry vs. Shannen Doherty                                          |
| 11 | The Mysterious T                        | Anne Robinson vs. Bob Parker, John Edward vs. Miss Cleo, Beyoncé vs. Missy Elliott                                                     |
| 12 | Celebrity Deathmatch: North vs. South   | Derek Jeter vs. John Rocker, Faith Hill vs. Janet Jackson, Robert E. Lee vs. Ulysses S. Grant                                          |
| 13 | The Missing Beatles Tape                | Bill Maher vs. Conan O'Brien, Anne Nicole Smith vs. Sarah Ferguson, George Harrison vs. John Lennon vs. Paul McCartney vs. Ringo Starr |
| 14 | Nicky Jr.'s Birthday                    | Beck vs. Björk, Tony Bennett vs. Willie Nelson, Anna Kurnikova vs. Elizabeth Hurley                                                    |
| 15 | Salute to Laughter II                   | Jenna Elfman vs. Kathy Griffin, Buster Keaton vs. Charlie Chaplin, Bill Murray vs. Chris Kattan                                        |
| 16 | Mills 'Memory Lane                      | Nessuno scontro previsto |
| 17 | Fandemonium IV                          | Scontro tra i concorrenti di Survivor                                                                                                  |
| 18 | Assamania I                             | LL Cool J vs. Queen Latifah, Mandy Moore vs. Pink, Ben Stein vs. Johnny Knoxville                                                      |
| 19 | Rockstarmagedon                         | Jimi Hendrix vs. Lenny Kravitz, Bob Marley vs. Shaggy, Dave Matthews vs. Keith Richards                                                |
| 20 | Celebrity Deathmatch: Behind the Scenes | Nessuno scontro previsto |